# گلیم

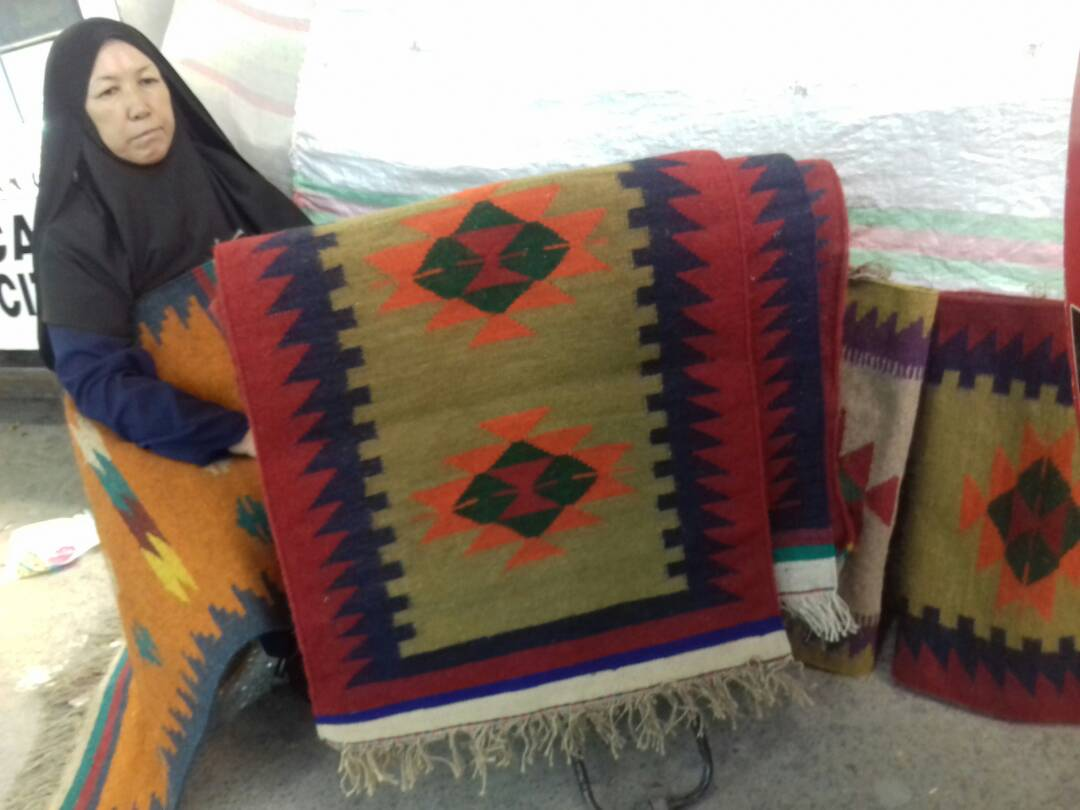
یک زن افغان بافندهٔ گلیم در ایران

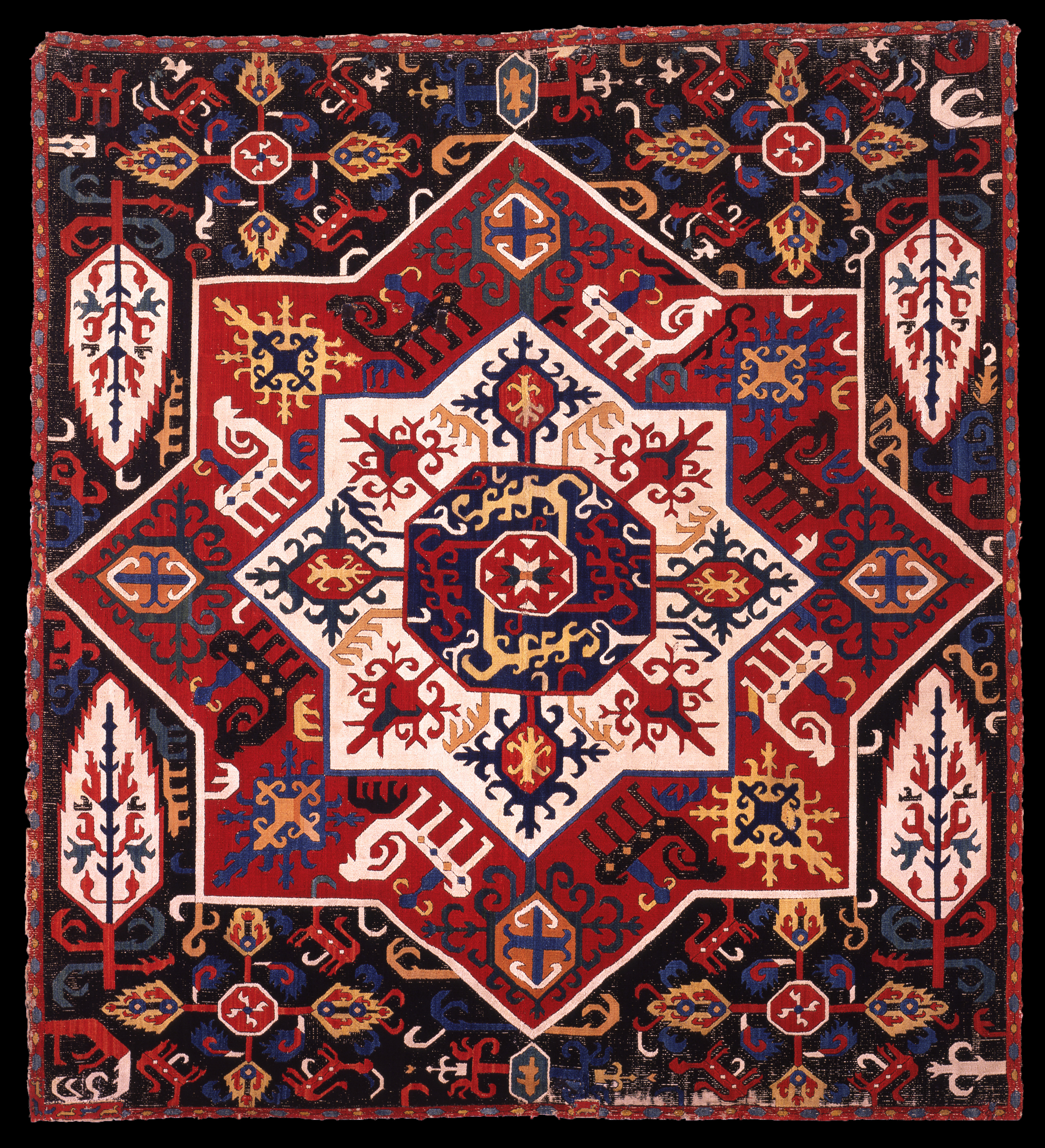
گلیم قفقازی

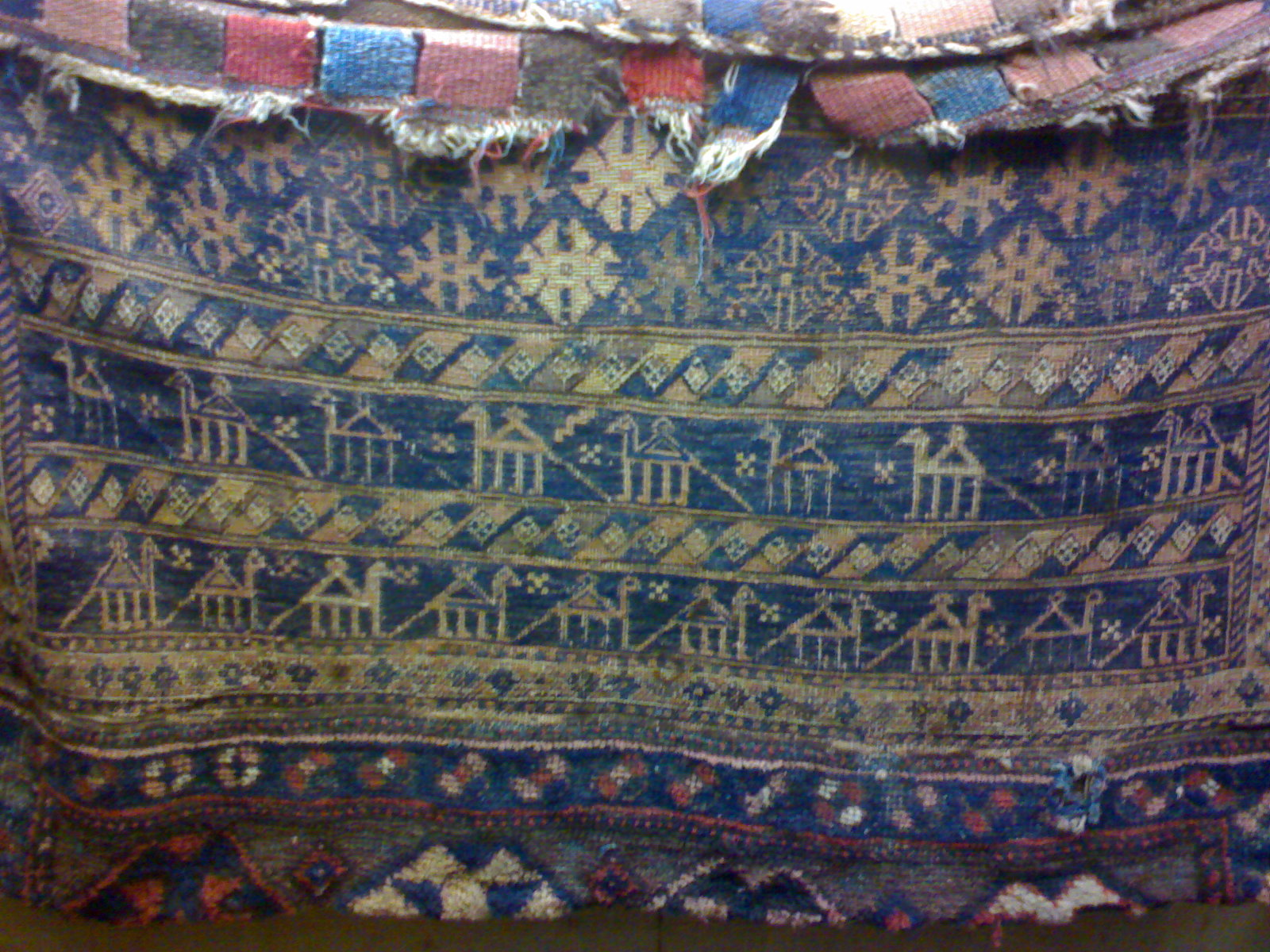
گلیم بافته شده در بروجرد، موزه فلک‌الافلاک

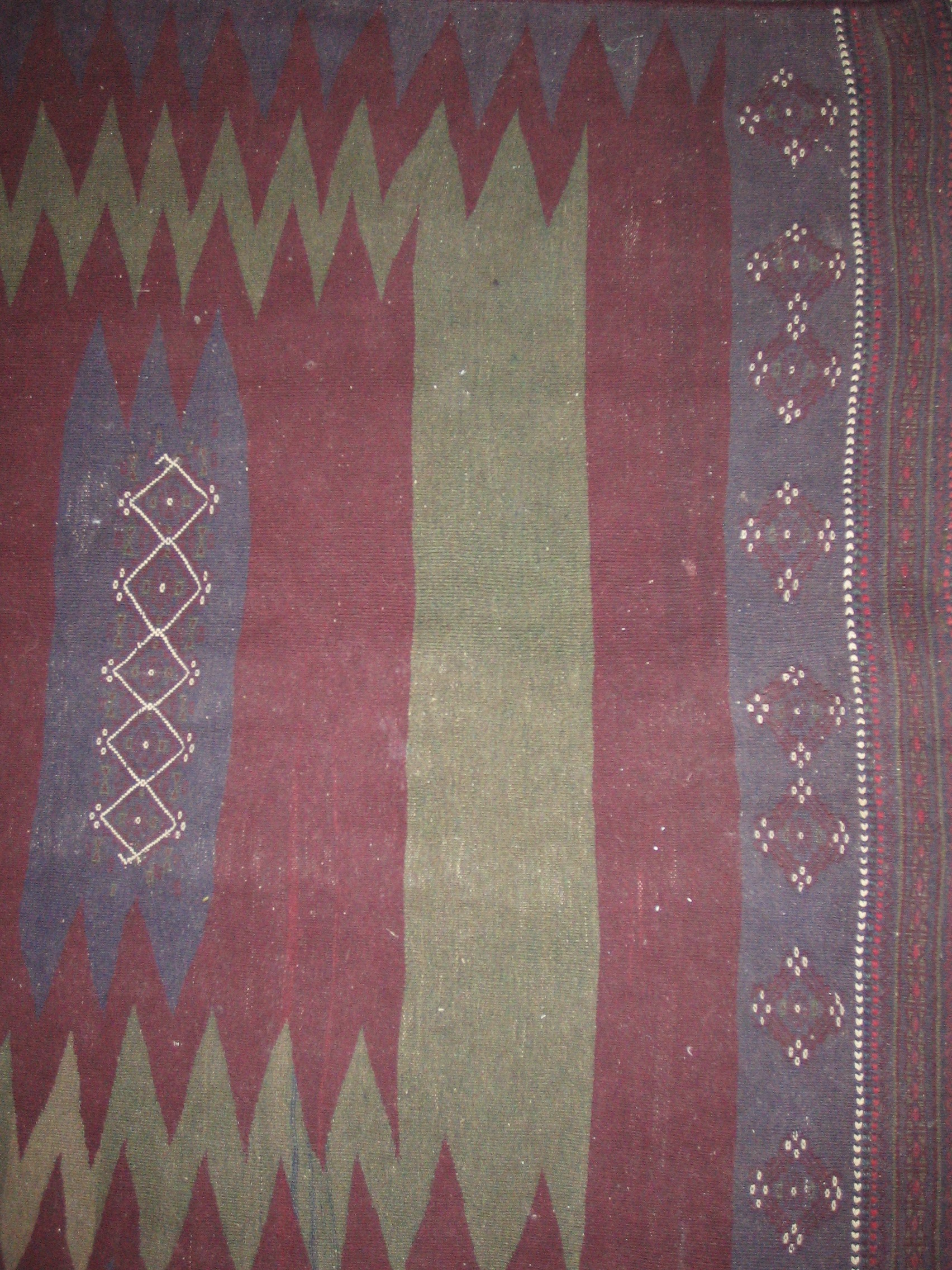
گلیم مزلقان اراک طرح مداخل

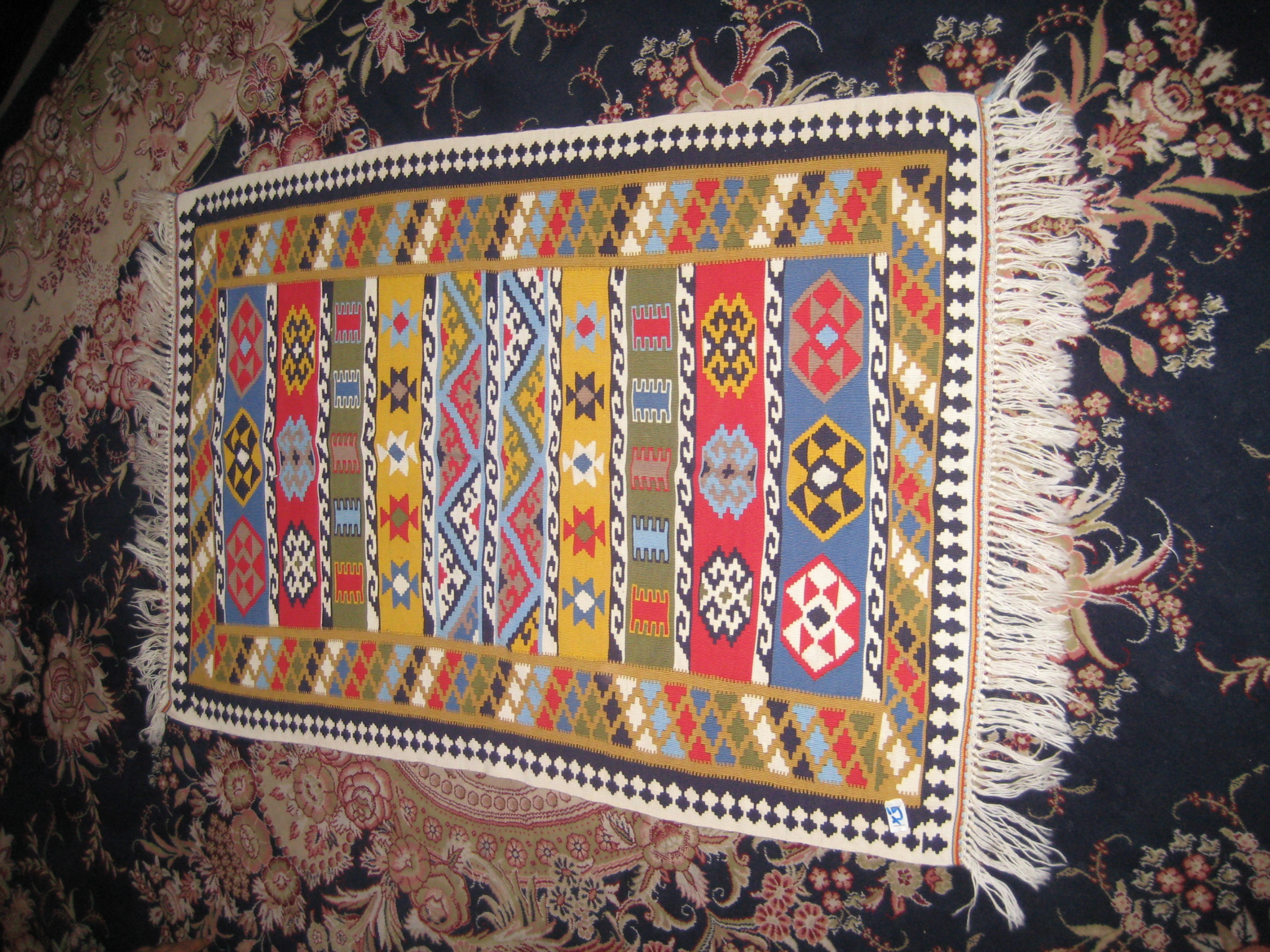
گلیم پشم مرینوس فیروزآباد

گلیم دست‌بافته‌ای است از تار و پود که اغلب از پشم حیوانات اهلی بر دار قالی بافته شده و عموماً به‌عنوان فرش کاربرد داشته است. گلیم واژه‌ای پارسی است اما در دوران کهن بیشتر از آن با نام پلاس یاد کرده‌اند و هر دوی این نام‌ها در اشعار فردوسی و حافظ و دیگران وجود دارد.

## معرفی
گلیم دست بافتی ساده است از تار(پنبه یا پشم) و پود (پشم) که معمولاً از پشم حیوانات اهلی بر دار افراشته بافته شده که هر منطقه طرح مختص به خود را داراست و عموماً به عنوان فرش کاربرد داشته است. ممکن است بافت گلیم با تغییراتی کاربردهای دیگری غیر از فرش در بین عشایر داشته باشد: از جمله نمک دان، جل اسب، نوار چادر.
در ادبیات فارسی عموماً گلیم با زیلو یا جاجیم و… به یک معنی بکار رفته است، ولی به‌طور مشخص گلیم فرشی است که از بافتن پود بر تارهایی که بر دار افراشته تنیده شده است بافته می‌شود و از دستگاه کمکی نظیر ماسوره و… استفاده نمی‌شود که این مورد تفاوت گلیم با زیلو یا جاجیم و انواع دیگر ذکر شده در ادبیات می‌باشد.
مهم: گلیم با زیلو و جاجیم تفاوت دارد.
گِلیم یا پَلاس یکی از انواع صنایع دستی زیراندازی و پوششی است که از ابریشم، موی بز، پشم گوسفند یا دیگر چهارپایان اهلی بافته می‌شود. گلیم به شکل سنتی‌اش، معمولاً برای پوشاندن زمین، دیوار یا رواندازی برای حیوانات باربر استفاده می‌شود ولی امروزه به عنوان یک پوشش مدرن برای خانه‌های شهری نیز خریداری می‌شود.
رنگ‌های استفاده شده در گلیم سنتی گیاهی هستند. گاهی گلیم‌ها را برای جلوه بیشتر و کهنه شدن رنگ، با چای و پوست گردو شستشو می‌دهند.
عشایر و بافندگان گلیم محدودیتی در اندازه گلیم نداشته‌اند و با توجه به نیاز خود گلیم را در اندازه کوچک برای واگیره یا بزرگتر برای تزئین (گلیمچه) یا فرش بافته‌اند و استانداردی در این مورد وجود ندارد. گلیم‌ها در اندازه رایج برای قالی هم بافته شده‌اند که می‌توان به
- ۷۰×۱۰۰سانتی‌متر
- ۱۰۰×۱۵۰سانتی‌متر، که به ذرع و نیم مشهور است و متداول‌ترین اندازه است.
- ۲×۳ متر
- کناره‌ها

و… اشاره کرد

## مواد اولیه

### رنگرزی
در بافت گلیم‌ها در گذشته از نخ رنگرزی شده با مواد رنگرزی طبیعی استفاده شده است که این سنت در بافت گلیم‌های سنتی مرغوب و اصیل تا به امروز هم ادامه دارد. مواد رنگرزی عموماً از منابع گیاهی و معدنی تهیه می‌شود، هر چند ممکن است از منابع حیوانی نظیر قرمز دانه هم استفاده شود. معمولاً نخ‌های تار که عموماً از پشم حیوانات تهیه می‌شود را رنگرزی می‌کنند که در بافت گلیم با ترکیب این نخ‌های رنگرزی شده تنوع طرح‌ها حاصل می‌گردد.

### نخ تار
عموماً نخ تار از پنبه بدست می‌آید اما بافت گلیم بر تارهای جنس پشم نیز مشاهده است.

### نخ پود
نخ پود معمولاً از پشم حیوانات اهلی بدست می‌آید. ممکن است در گلیم‌های ظریف تر که بیشتر برای تزئین استفاده می‌شده است از نخ کرک (بدست آمده از کرک حیوانات) هم استفاده بشود.

## مناطق بافت
گلیم‌های مناطق مختلف ایران از طرح و مواد اولیه ای که برای بافت آن استفاده می‌شود قابل تشخیص و طبقه‌بندی هستند.

### گلیم ایل شاهسون
مهم‌ترین بافت آنها، گلیم‌های سوماک است که در زبان محلی به آن ورنی می‌گویند. به‌طور کلی از طرح‌های هندسی شکسته با رنگ‌های ملایم استفاده می‌کنند و کمتر می‌توان دو گلیم ایل شاهسون را از نظر طرح و رنگ مشابه یافت. بهترین رو اسبی در ایران، جل اسب‌های شاهسون است که به صورت شش تکه با رنگ‌های متنوع است.

### گلیم لری
لرها گلیم‌های مرعوبیندار می‌بافند که بیشتر با رنگ‌های سیاه، سبز، آبی، سفید با نقوش خاص منطقه مشخص می‌شود. بهترین بافت لرها خورجین بزرگ برای نگهداری اثاث خانه است. حاشیه آنها را برای آنکه محکم باشد قالی بافی می‌کنند.

### گلیم (شال) سیستان
شهرت بافته‌های سیستان در دوره اسلامی نشان از یک هنر پرسابقه و کهن دارد. از گلیم (شال) و قالی سیستان در کنار بافت‌های فارس و طبرستان یاد می‌شود.
تاریخچه گلیم سیستان به قبل از ورود قوم سکایی به منطقه بازمی‌گردد و این قوم تأثیرات فراوانی بر گلیمی منطقه سیستان وارد نمود است و بافت‌های منطقه تحت تأثیر هنر سکاها دستخوش دگرگونی‌های فراوانی شد.
وجه تمایز گلیم سیستان با گلیم‌های دیگر مناطق تعدد فراوان نقش مایه‌هایی است که در گلیم‌های سیستان بکار می‌رود.
در منطقهٔ سیستان به گلیم، شال گفته می‌شود.
از هنر شال بافی در تولید زیرانداز، پشتی، سفرهای آرد ونان، خورجین وغیره استفاده می‌شده است وبرای تزئین آن از صدف (کُچک)، منگوله و سنگ‌های زینتی نیز استفاده می‌شود.

### گلیم هرسین
گلیم هرسین بنا بر ذوق و سلیقه بافنده و شرایط اطراف او بافته می‌شود. در حاشیه و زمینه، نقش‌ها ریز و پر بافته می‌شوند، به طوری که جای خالی در این گلیم وجود ندارد. از پشم بز به علت ضد بید بودن در حاشیه گلیم استفاده می‌کنند. رنگ‌های گلیم هرسین عمدتاً به سفید، سورمه ای، سبز و قرمز و اخیراً سرخابی محدود می‌شود. گلیم هرسین در سازمان جهانی مالکیت فکری به نام شهر هرسین ثبت جهانی شده است. گلیم در استان کرمانشاه انواع مختلفی دارد. نوعی گلیم با نقش‌های برجسته در استان کرمانشاه بافته می‌شود که بدان تلیس گفته می‌شود.

### گلیم اسلام‌آباد غرب
گلیم اسلام‌آباد که با نام «وَر» شناخته می‌شود، از نخ تهیه‌شده از پشم گوسفند درست می‌شود و رنگ‌های طبیعی یا خودرنگی پشم برای زمینه و نقش آن مورد استفاده قرار می‌گیرد. وَر به خاطر تولید نخ دستی ضخامتی بیشتر از گلیم‌های دیگر دارد. از جمله نقش‌های رایج در بافت وَر، نقش ویلکان (عروسک) و مامرآوی (غاز) است. این نقش‌ها گاهی با گل قندانی، سه‌کانجی، لوزی و بچه‌نقش ترکیب می‌شوند.

### گلیم بلوچ
بلوچ‌ها به دلیل شرایط اقلیمی همیشه با طبیعت در پیکارند و همواره آرزوی برخورداری از منابع فراوان آب و مرغزار را در بافت‌های خود بیان کرده‌اند. معمولاً سرتاسر گلیم بلوچ از بافت راه راه شکل گرفته که در هر ردیف آن نقوش متفاوت از طرح و رنگ به چشم می‌خورد. رنگ‌های تیره مانند قهوه ای، قرمز تیره، شتری و آبی سیر و رنگ‌های روشن مثل سبز، زرد، قرمز مشخصه طرح‌های بلوچ اند.

### گلیم خمسه
خمسه از یگانگی پنج ایل شیراز تشکیل می‌شوند. بافت‌های سوماک خمسه ده بید نام دارد. متداول‌ترین طرح گلیم‌ها زمینه ای طبیعی به رنگ تیره است که ستارگانی مورب به صورت لوزیهای متداخل روی آن بافت شده است. گلیم‌های ستاره ای را بیشتر به صورت کم عرض می‌بافند و بعد به هم می‌دوزند. گلیم‌های جدیدتر گاه زمینه ای سفید با عرض بیشتر دارند.

### گلیم سنه
سنه امروزه سنندج نامیده می‌شود. طرح آن بیشتر طرح هراتی است با طرح بوته ای و خطوط مورب در رنگ‌های متعدد است. زیباترین طرح گلیم سنه، همان طرح هراتی است.

### گلیم قشقایی
رنگ‌های تند و شاد از ویژگی‌های گلیم قشقایی است اما رنگ‌های متضادی نیز در کنار رنگ‌های قرمز و زرد به کار می‌رود. نقوش هندسی بخش اساسی طرح‌های قشقایی است. مانند: هشت ضلعی، ستاره هشت پر، تصاویر طاووس، بز، آهو و بهشتی.

### گلیم افشار
طرح مخصوص افشار معمولاً ستاره‌های متعدد روی زمینه ای به رنگ طبیعی یا رنگ سیر است. نقش‌ها، گل‌های ستاره ای هستندکه به صورت مورب کنار هم چیده می‌شوند و به صورت لوزی در هم نمایان می‌شوند.

### گلیم زرند
دارای بافت چاک دار کوچک است. بیشتر کار عناصر ترک‌زبان شاهسون است که تعداد زیادی از آنها در این منطقه مقیم شده‌اند. گلیم‌های زرند، دراز، باریک و با دوامند. طرح‌های قراردادی با گل و گیاهی با مو خزنده و گاهی به صورت طرح لوزی مشبک یا دو تا سه ترنج در هم هستند.

### گلیم ترکمنی
گلیم ترکمنی سبک و محکم است. در این گلیم‌ها رنگ مهم‌ترین عامل است و رنگ قرمز با سایه روشن‌های مختلف نقش ویژه ای دارد، رنگ‌های دیگر نارنجی، آبی، سبز و گاهی زرد است. این رنگ‌های متضاد هماهنگی زیبایی به وجود می‌آورند.

### مسند عنبران
این نوع گلیم در عنبران، اردبیل بافته می‌شود و می‌توان گفت نقشهای این گلیم از شیریکی پیچ اقتباس شده است و معمولاً ترنجی در وسط آن کمتر دیده می‌شود و گل متن که کشمیری نام دارد سراسر آن را با تکرار پر نموده است و گلهای دیگری که در این بافته به کار می‌رود عبارتند از: خارا، گل شاه عباسی، گل گرمایی، جفت گل و یک حاشیه در این گلیم وجود دارد که حاشیه چرخی و دیگری حاشیه وکیلی نام گرفته‌اند.

## ثبت ملی گلیم عنبران در کشور
در ۱۵ دی ماه ۱۳۹۹ شهر عنبران به عنوان شهر ملی گلیم و شهر اصلاندوز به عنوان شهر ملی ورنی (گلیم) در سطح کشور معرفی گردید.

## گلیم نخجوان با ویژگی‌های خاص
گلیم‌های بافته شده به صورت مسطح، در زندگی روزمره مردم نخجوان بسیار ضروری بودند. هرچند از نظر رنگ و ویژگی‌های هنری بسیار شبیه به گلیم‌های قره باغ هستند، گلیم‌های نخجوان مشخصه‌های منحصربفرد خود را دارند. زیلی‌های نخجوان که با تکنیک‌های بافندگی پیچیده تولید می‌شوند، از نظر کیفیت نسبت به شدده و ویلی در جایگاه بالاتری قرار دارند.

## طرح‌های مشهور گلیم
- طرح خطی (محرمات یا افشاری)
- طرح شاملو
- طرح شیرکی پیچ
- طرح سفره کردی
- طرح کف ساده
- طرح راه راه
- طرح خشتی (یا قاب قاب)

## روش بافت گلیم

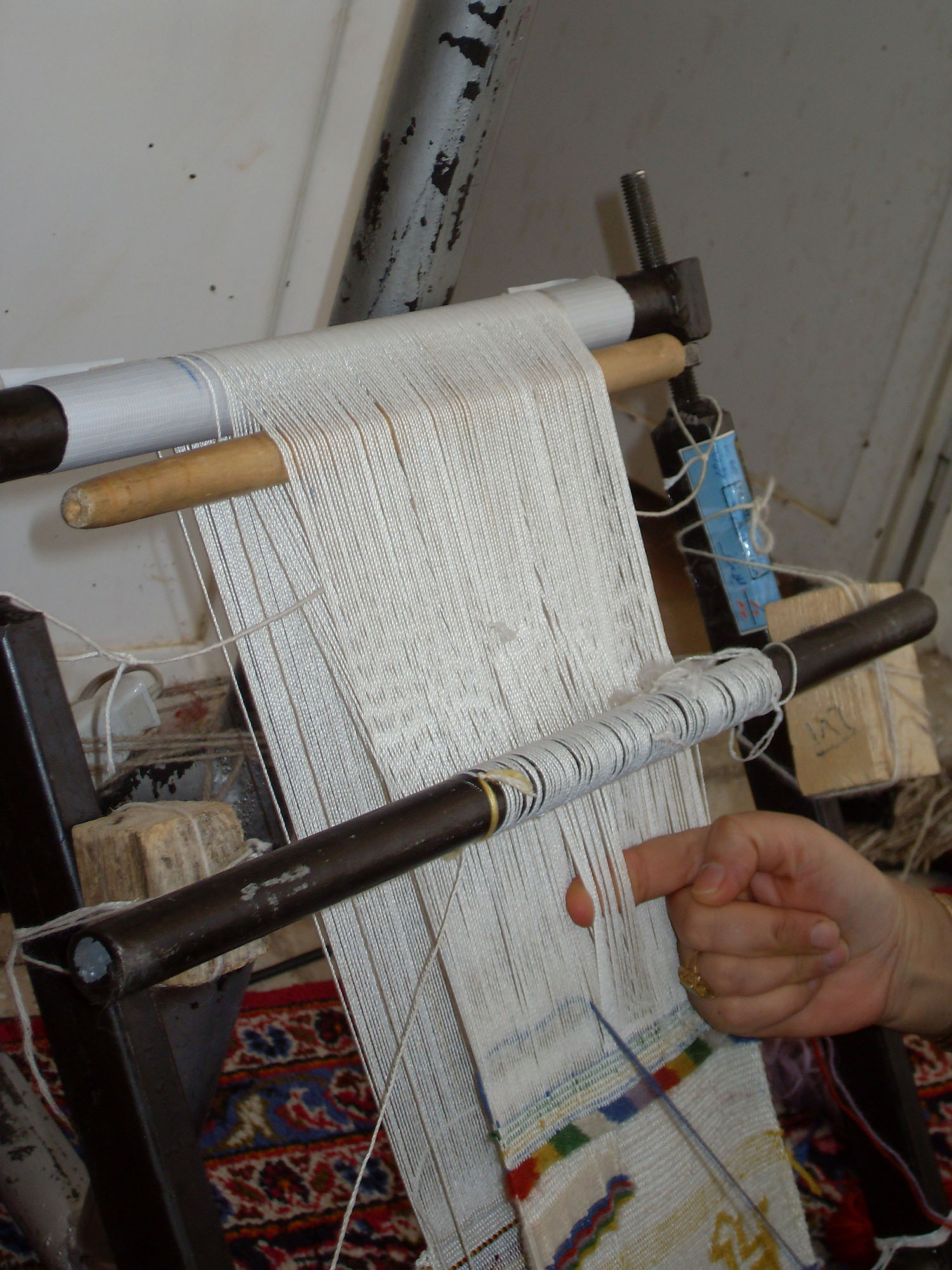
تارها را می‌گیریم و پودها را از زیر آن رد می‌کنیم
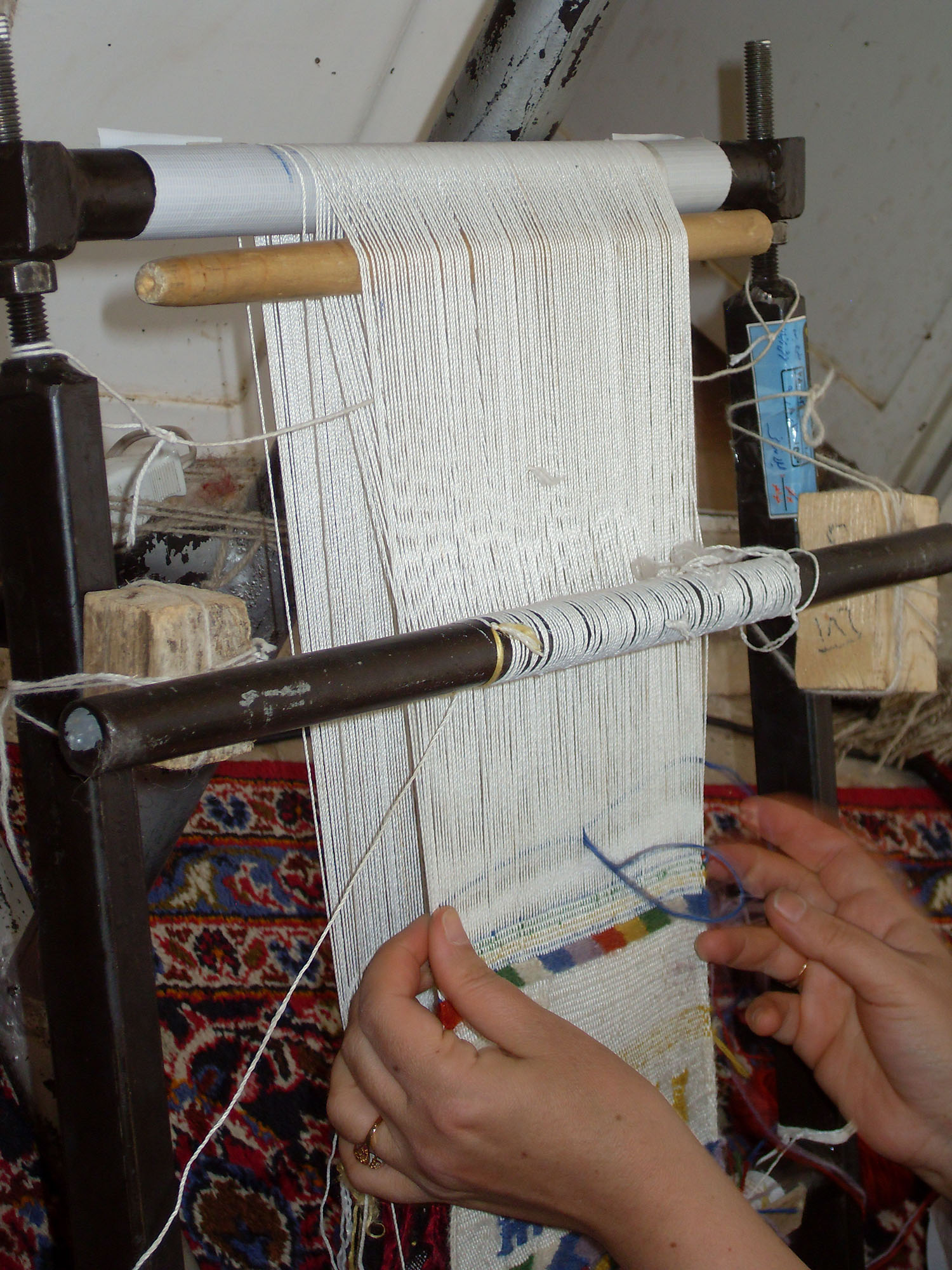
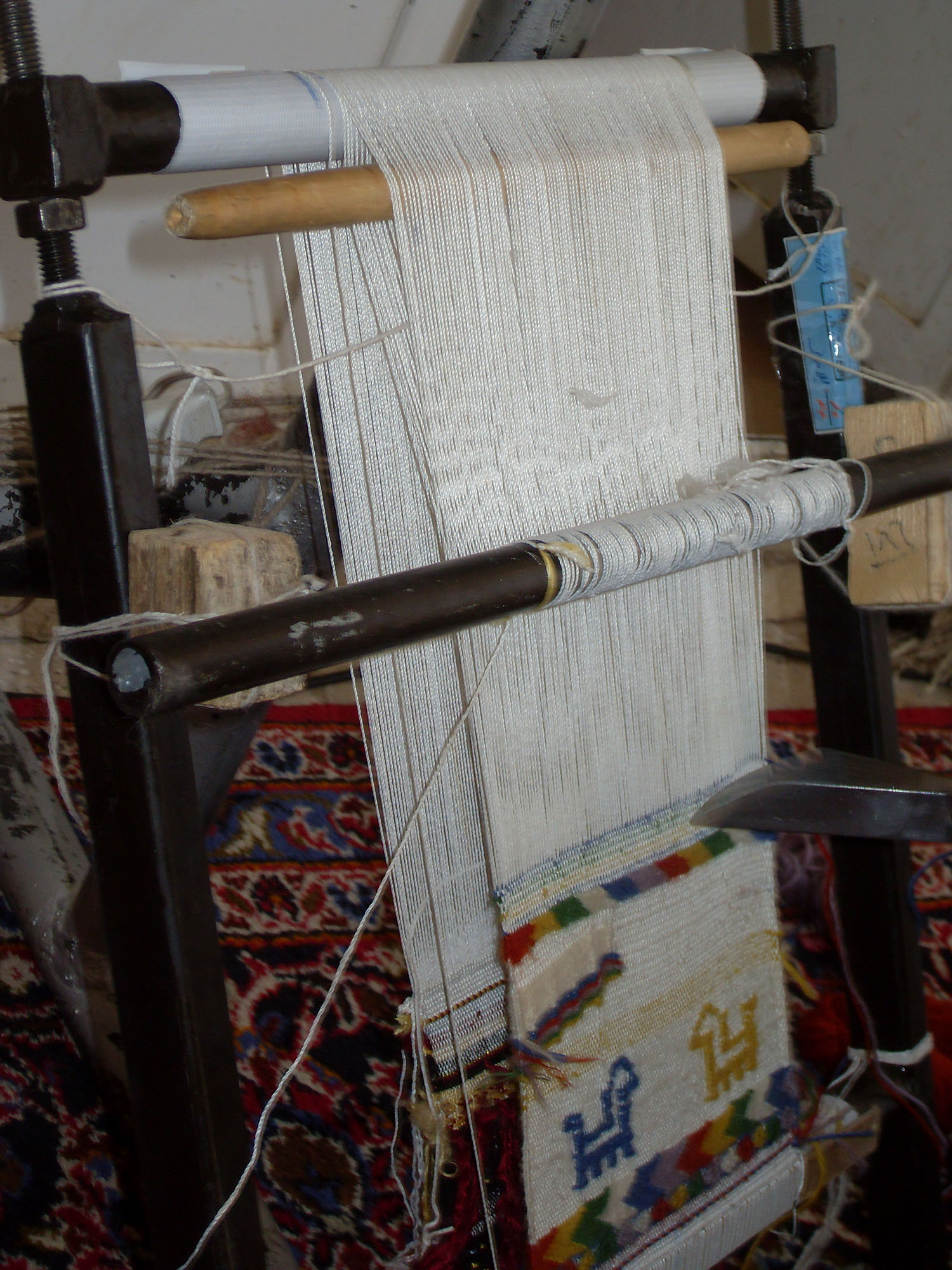
هنگامی که پود را به‌طور کامل رد کردیم دفتین را روی پودها می‌زنیم